# Волски птици
Волските птици (Buphagidae) са семейство птици от разред Врабчоподобни (Passeriformes).
Включва един род (Buphagus) с два съвременни вида, разпространени в саваните на Субсахарска Африка. Прекарват голяма част от времето си върху едри домашни и диви животни – говеда, зебри, антилопи, хипопотами, носорози – като се хранят с паразити, като кърлежи, дребни насекоми, ларви на оводи.